# Totalán
Totalán er en by og kommune i det sydlige Spanien i provinsen Málaga. Den har et indbyggertal på 776 (2024) indbyggere.